# Декуманус

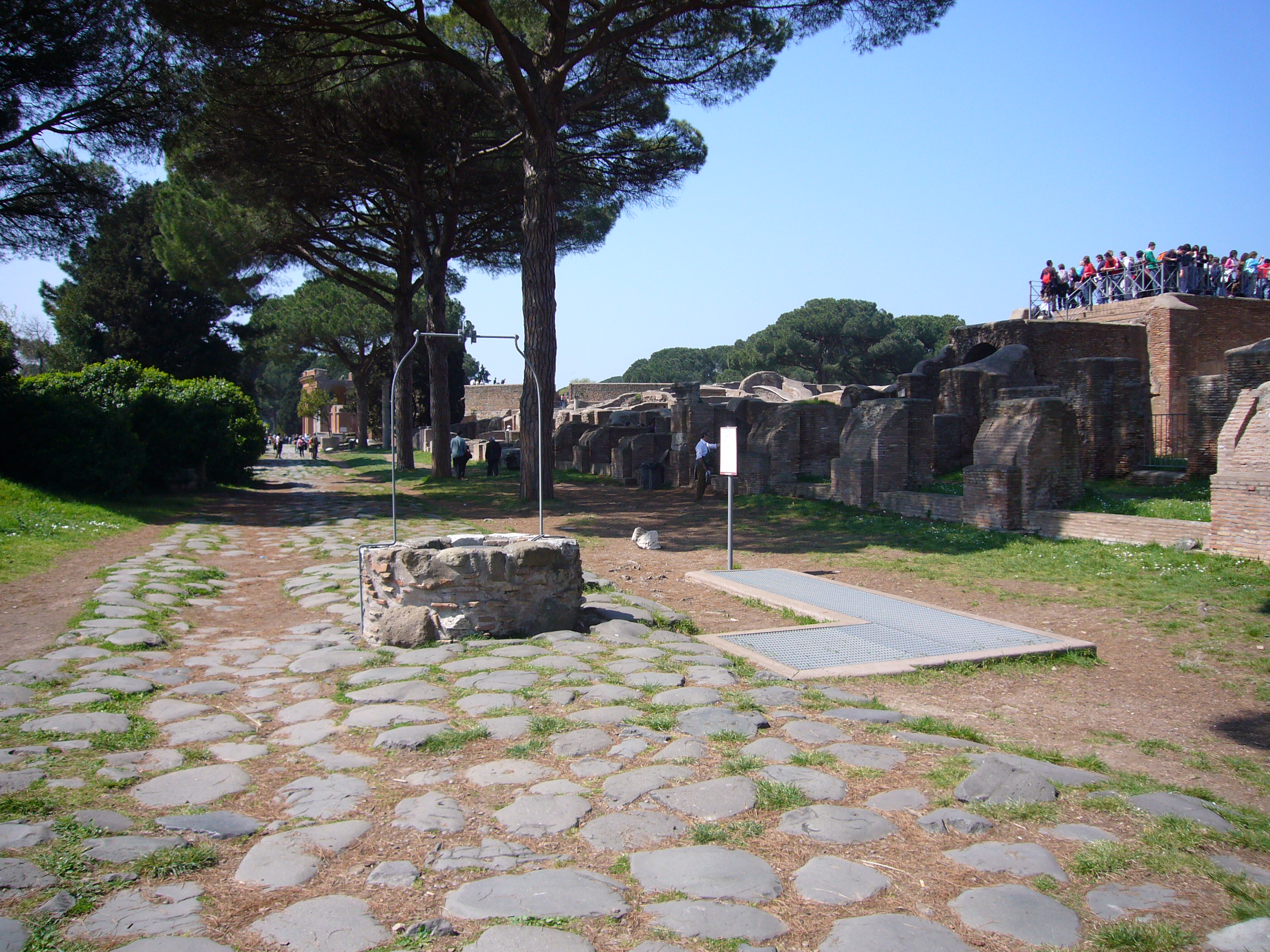
Декуманус в Остии

Декуманус (лат. decumanus) — в градостроительстве Римской империи улица города, военного лагеря или колонии, ориентированная с востока на запад, наряду с кардо — улицей, ориентированной с севера на юг. Главный декуманус в городе назывался декуманус максимус (лат. decumanus maximus).
Вторая, Кардо Максимус, проходила перпендикулярно первой и с севера на юг. В точке их пересечения располагался форум ; более того, в римской городской планировке их ход определял направление (сетку) других параллельных улиц в центурийном делении городской территории: decumani minores и cardo minores .
Название происходит от слова «децимана» (лат. decimana — «десятая») в силу того, что в планировке военных лагерей эта улица отделяла десятую когорту от девятой, аналогично тому, как квинтана отделяла пятую когорту от шестой.
Планировка большинства древнеримских поселений была прямоугольной, и форум располагался у перекрёстка декуманус максимус и кардо максимус.